# کیپاوا، کبک
کیپاوا (به فرانسوی: Kipawa) شهری در منطقه شهری تمیسکامنگ ناحیه آبیتیبی-تمیسکامنگ در استان کبک کانادا است. در سرشماری سال ۲۰۱۱ این شهر ۵۷۰ نفر جمعیت داشته‌است و مساحت آن ۴۷٫۲ کیلومتر مربع است.